# Liste der Monuments historiques in Essey (Côte-d’Or)
Die Liste der Monuments historiques in Essey führt die Monuments historiques in der französischen Gemeinde Essey auf.

## Liste der Objekte
| Bezeichnung                  | Beschreibung                                       | Standort                        | Kennzeichnung | Schutzstatus | Datum | Bild |
| ---------------------------- | -------------------------------------------------- | ------------------------------- | ------------- | ------------ | ----- | ---- |
| Grabstein für Pierre Vincent | Kalkstein, bezeichnet 1521                         | in der Kirche St-Germain (Lage) | PM21001060    | Classé       | 1960  |      |
| Gemälde Anbetung der Könige  | Ölfarbe auf Leinwand, 1864; nach Peter Paul Rubens | in der Kirche St-Germain (Lage) | PM21003965    | Inscrit      | 1992  |      |
| Gemälde Heiliger Germanus    | Ölfarbe auf Leinwand, 17. oder 18. Jahrhundert     | in der Kirche St-Germain (Lage) | PM21003966    | Inscrit      | 1992  |      |
| Gemälde Heiliger Laurentius  | Ölfarbe auf Leinwand, 17. oder 18. Jahrhundert     | in der Kirche St-Germain (Lage) | PM21003967    | Inscrit      | 1992  |      |